# Comuna Țaredarivka, Domanivka
Țaredarivka (în ucraineană Царедарівка) este o comună în raionul Domanivka, regiunea Mîkolaiiv, Ucraina, formată din satele Kopani și Țaredarivka (reședința).

## Demografie
Componența lingvistică a comunei Țaredarivka
     Ucraineană (96,72%)
     Rusă (2,3%)
     Alte limbi (0,66%)
Conform recensământului din 2001, majoritatea populației comunei Țaredarivka era vorbitoare de ucraineană (96,72%), existând în minoritate și vorbitori de rusă (2,3%).